# イザベラ・ナッサー
イザベラ・ナッサー（Isabella Nasser、2002年8月28日 - ）は、オーストラリアの女子ラグビー選手。

## プロフィール
- オーストラリア・サウス・ブリスベン出身[1]。
- ポジションはスタンドオフ(SO)。
- 身長は169センチメートル、体重は76キログラム。

## 略歴
2024年、パリ五輪の7人制女子オーストラリア代表に選ばれた。